# 張可欣 (編劇)
張可欣，台灣編劇。她畢業於國立政治大學廣播電視學系。畢業後曾短暫擔任地方電視台記者，也曾擔任行銷企劃。2004年加入稻田電影工作室學習撰寫劇本，並參與行政協調、製作等工作。參與《我在墾丁天氣晴》、《波麗士大人》、《刺蝟男孩》等編劇作品，期間以《我在墾丁天氣晴》、《刺蝟男孩》獲金鐘獎戲劇節目最佳編劇獎。2016年起，加入《植劇場》編劇團隊，參與《戀愛沙塵暴》、《積木之家》及《五味八珍的歲月》劇本撰寫。

## 編劇作品

### 影視
- 2007年公視《我在墾丁天氣晴》（獲第43屆金鐘戲劇節目劇本獎）
- 2008年台視/三立《波麗士大人》（入圍第44屆金鐘戲劇節目劇本獎）
- 2014年公視《刺蝟男孩》   （獲第49屆金鐘戲劇節目劇本獎）
- 2015年衛視中文台《長不大的爸爸》
- 2016年台視/八大《植劇場-戀愛沙塵暴》  （入圍第52屆金鐘戲劇節目劇本獎）
- 2017年台視/八大《植劇場-積木之家》
- 2017年台視/八大《植劇場-五味八珍的歲月》 （入圍第53屆金鐘戲劇節目劇本獎）
- 2018年公視/八大《20之後》  （入圍第54屆金鐘戲劇節目劇本獎）
- 2019年台視/八大《你那邊怎樣？我這邊OK》（與新加坡Media corp合作）
- 2021年公視《大債時代》  （入圍第56屆金鐘戲劇節目迷你劇集/電視電影劇本獎）
- 2022年公視/MyVedio《茁劇場－走過愛的蠻荒》
- 2024年公視/MOD/Hami Vedio/Netflix《人生清理員》

## 監製、企劃、製片作品

### 製作人
- 2018年公視/八大《20之後》
- 2020年乳癌公益短片《小豬撲滿計畫》

### 行政協調
- 2008年台視/三立《波麗士大人》
- 2009年紀錄片《目送一九四九-龍應台的探索》
- 2010年電影《酷馬》
- 2011年公視人生劇展《數到第365天》
- 2014年公視《刺蝟男孩》
- 2014年電影短片《剪刀〮石頭〮布》
- 2014年文化部《閱讀時光》
- 2015年衛視中文台《長不大的爸爸》

## 演出作品

### 影視
- 2008年台視/三立《波麗士大人》飾演：何美貞 角色

## 外部連結
- 張可欣 - MovieCool 華文影劇數據平台| 電影、連續劇、影人 （页面存档备份，存于）